# Kościół św. Stanisława Biskupa w Rymanowie-Zdroju
Kościół św. Stanisława Biskupa w Rymanowie-Zdroju – rzymskokatolicki kościół parafialny zlokalizowany w centrum Rymanowa-Zdroju, w parku zdrojowym, na brzegu rzeki Tabor. 

## Historia i architektura

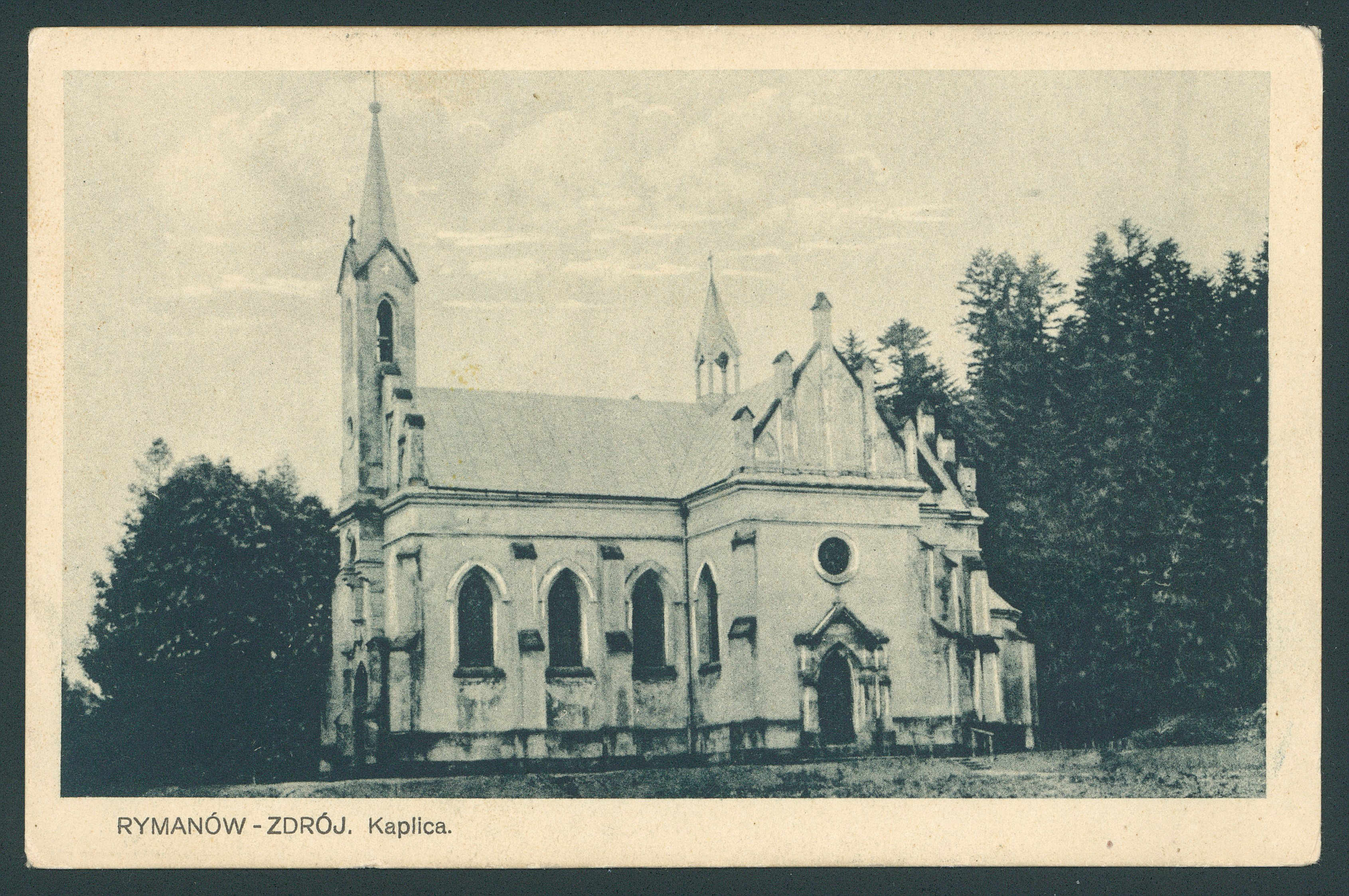
Widok po 1926, a przed 1939

Pierwsza, drewniana kaplica dla kuracjuszy powstała w 2. połowie XIX wieku. Świątynia murowana ukończona została w 1926 na prawym brzegu rzeki Tabor, poniżej Łazienek Zdrojowych (jej wznoszenie zainicjowano przed I wojną światową), a poświęcił ją biskup Karol Fischer. Obiekt przynależał do parafii w Rymanowie i korzystali z niego pacjenci sanatoriów, a podczas II wojny światowej ogół wiernych. Na przełomie lat 60. i 70. XX wieku doszło do remontu i wyposażenia świątyni (powstał wówczas m.in. chór z organami i obecne witraże). 3 lutego 1974 powstała przy kościele parafia, a erygował ją biskup Ignacy Tokarczuk. W następnych latach dodano m.in. polichromię autorstwa Kazimierza Florka z Sanoka (sceny z życia Jezusa, tajemnice różańcowe, 1000-lecie Chrztu Polski, 600-lecie diecezji przemyskiej). W 1999 rozpoczęto rozbudowę świątyni, która trwała do 2004 (konsekrował ją arcybiskup Józef Michalik 7 listopada 2004). W 2005 rozpoczęto wznoszenie nowej plebanii (ukończonej w 2013), w 2007 sprowadzono relikwie św. Faustyny Kowalskiej (wprowadził je biskup Adam Szal), a w 2010 posadowiono pomnik pensjonariuszy, wysiedlonych przez Niemców z krakowskiego domu opieki, którzy zmarli w Rymanowie. 15 lipca 2015 kościół uzyskał relikwie św. Jana Pawła II. 
W ołtarzu głównym umieszczono wizerunek Chrystusa na krzyżu wyrastającym z winnego krzewu. Tabernakulum ma formę chleba. Stacje Drogi Krzyżowej namalowano farbą olejną na płótnie. W prawej nawie kościoła wisi obraz Miłosierdzia Bożego w płonącym krzewie. 
W 2024 wydano publikację „50 lecie Parafii pw. św. Stanisława BM w Rymanowie-Zdroju”. Mszę świętą jubileuszową odprawił biskup Stanisław Jamrozek, dla którego Rymanów-Zdrój był pierwszą placówką po święceniach kapłańskich w 1989.

## Galeria

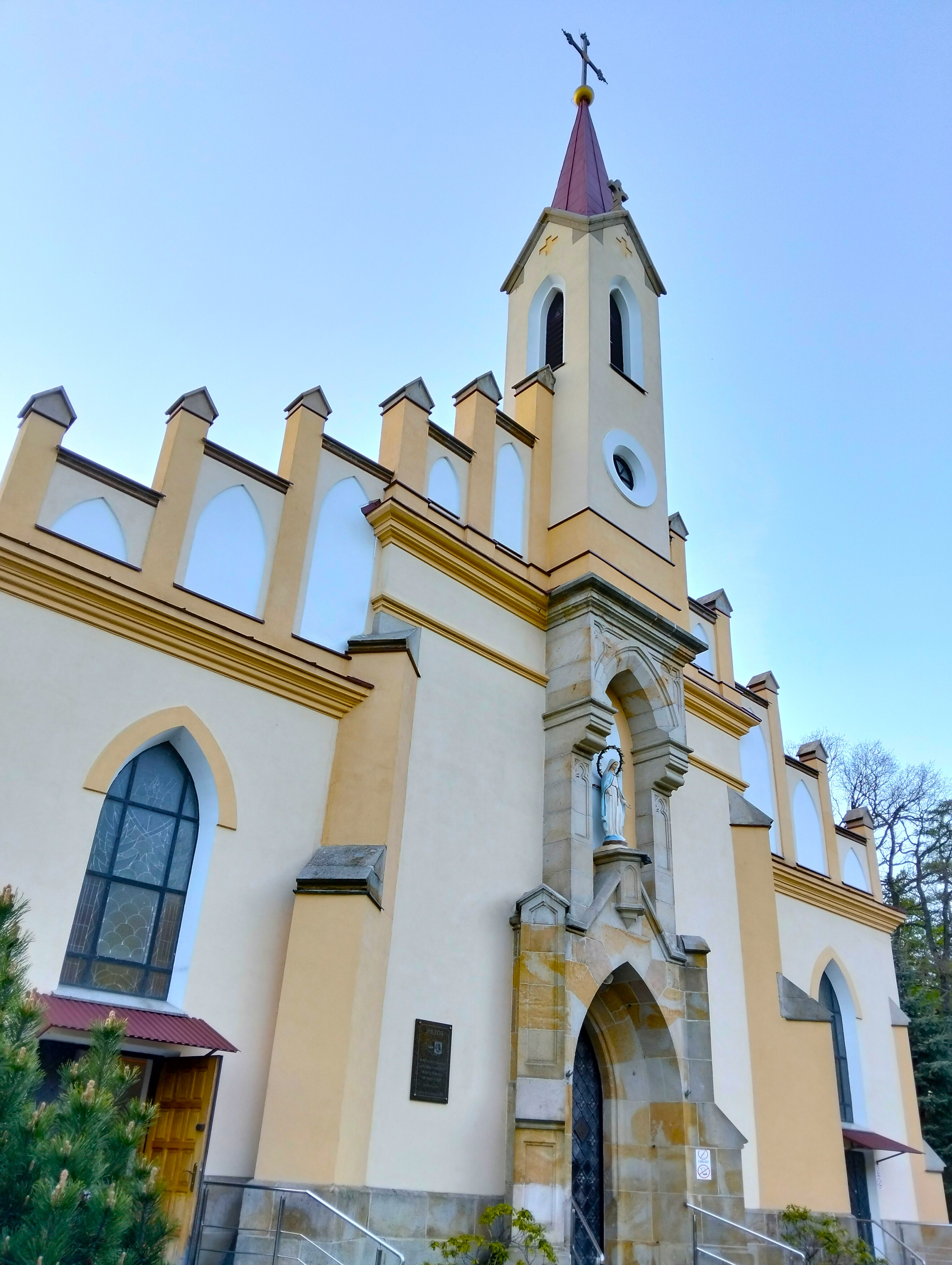
Elewacja wejściowa
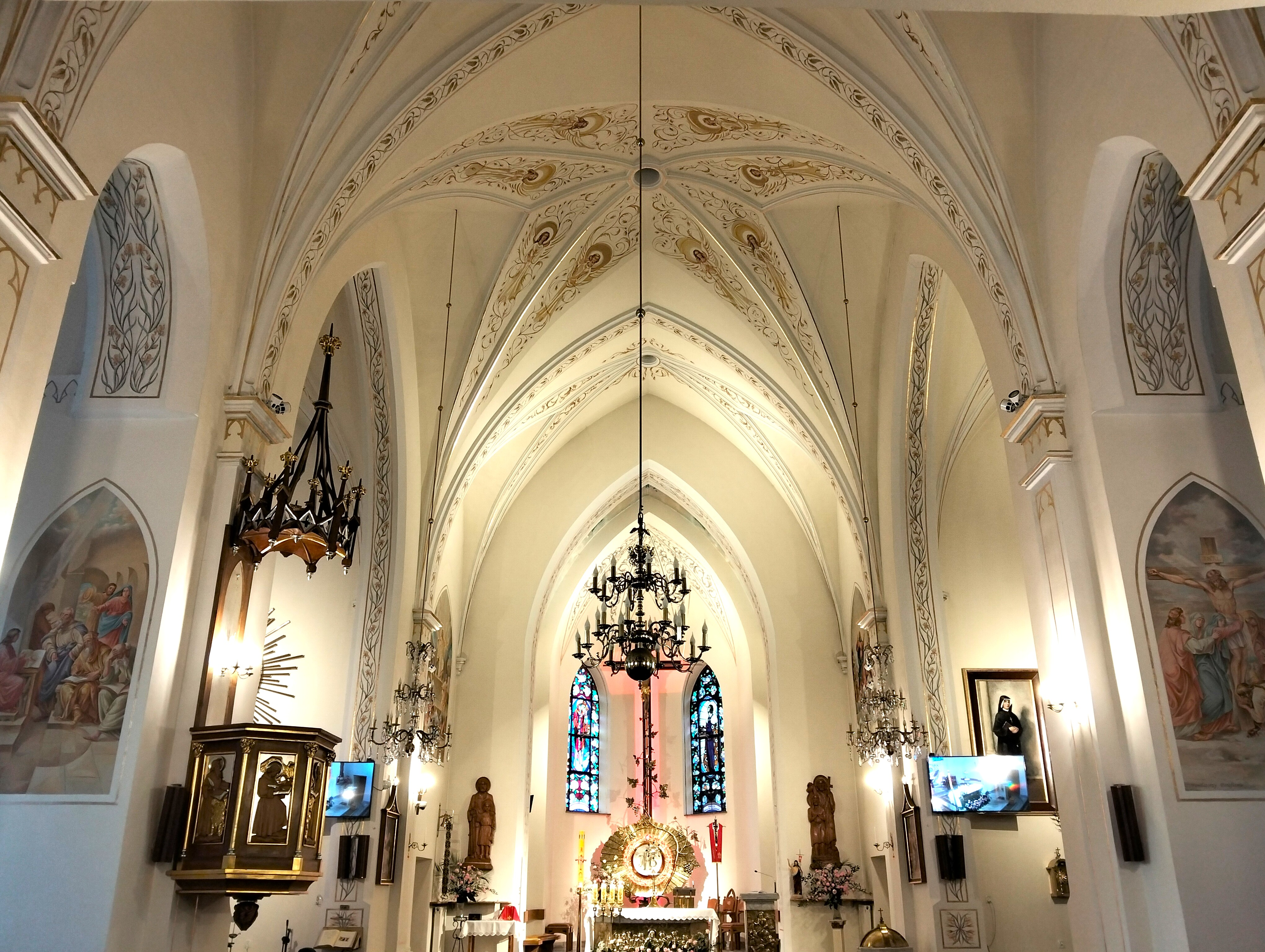
Wnętrze
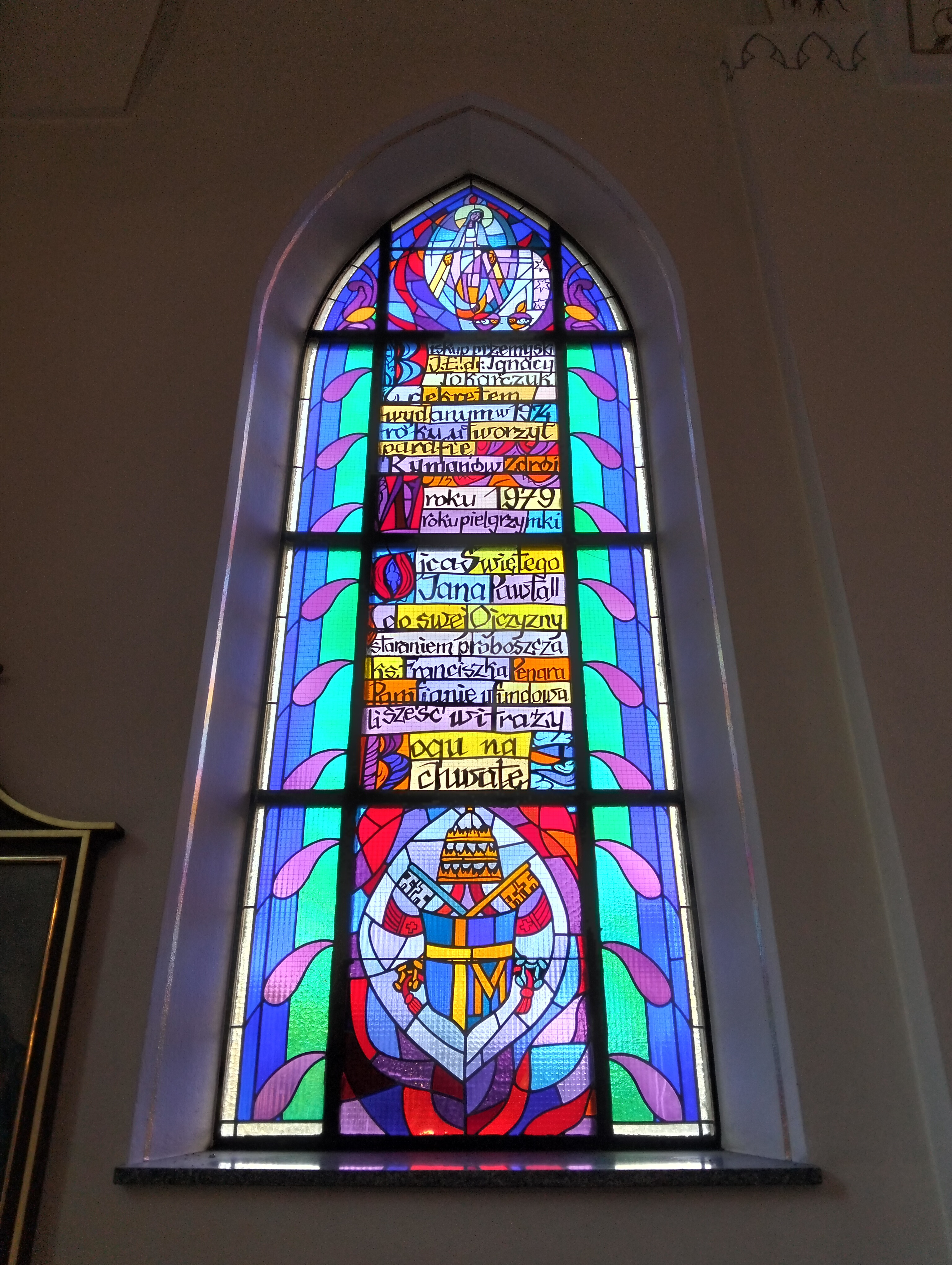
Witraż